# José Marín (Leichtathlet)
José Marín (José Marín Sospedra, katalanisch Josep Marín i Sospedra; * 20. Januar 1950 in El Prat de Llobregat, Katalonien) ist ein ehemaliger spanischer Geher. Er war Europameister im 20-km-Gehen und stellte mit 3:40:46 h eine Weltbestzeit im 50-km-Gehen auf.
Bei den Olympischen Spielen 1980 in Moskau wurde er Fünfter über 20 km und Sechster über 50 km. 1982 siegte er bei den Europameisterschaften in Athen über 20 km und gewann über 50 km Silber hinter Reima Salonen aus Finnland. Im Jahr darauf holte er bei den Weltmeisterschaften 1983 in Helsinki über 50 km ebenfalls Silber und wurde Vierter über 20 km. Bei den Olympischen Spielen 1984 in Los Angeles kam er auf den sechsten Platz.
1987 folgte bei den Weltmeisterschaften in Rom eine Bronzemedaille über 20 km. 1988 war bei den Olympischen Spielen in Seoul erneut auf beiden Gehstrecken unterwegs und wurde Vierter über 20 km und Fünfter über 50 km.
Drei weitere Male startete er bei internationalen Großereignissen über 50 km: Bei den Europameisterschaften 1990 in Split wurde er Fünfter, bei den Weltmeisterschaften 1991 in Tokio Zwölfter und bei den Olympischen Spielen 1992 in Barcelona Neunter.
José Marín ist 1,64 m groß und wog zu Wettkampfzeiten 60 kg. Er stammt aus derselben Stadt wie der zwei Jahre jüngere Jorge Llopart. Llopart und Marín waren die ersten beiden spanischen Geher, die international Medaillen gewinnen konnten.

## Bestzeiten
- 20 km Gehen: 1:20:00 h, 17. April 1983, L’Hospitalet de Llobregat
- 50 km Gehen: 3:40:46 h, 13. März 1983, Valencia